# Hermann Vitzthum von Eckstädt
Hermann Ludwig Wilhelm Vitzthum von Eckstädt (* 26. Januar 1876 in Berlin; † 19. Mai 1942 in München) war ein deutscher Jurist und Arachnologe. Er war ein führender Milben-Experte.

## Leben
Er stammte aus dem Adelsgeschlecht Vitzthum von Eckstädt (und hatte deshalb den Grafentitel) und war der Sohn des königlich-preußischen Kammerherrn Otto Rudolf Vitzthum von Eckstädt (1831–1906). Seine Mutter Helene kam aus der reichen Hamburger-Kaufmannsfamilie Jenisch. Er studierte nach dem Abitur am Katharineum zu Lübeck 1896 (ein Schulkamerad war Thomas Mann) Jura in Lausanne, München und Berlin. 1907 absolvierte er die große juristische Staatsprüfung. Nebenher hörte er Vorlesungen über Zoologie, Botanik, Geologie und Paläontologie und unternahm ausgedehnte Reisen in Europa. Nach dem Examen reiste er wieder auf Forschungsreise nach Ägypten und den Sudan (mit dem russischen Geographen Alfred Hans). 1908 ließ er sich in Weimar als Kammerherr des Großherzogs nieder und heiratete im selben Jahr Hedwig Eleonore Gräfin von Bernstorff (1882–1940), mit der er zwei Töchter und einen Sohn hatte. Von Ernst Haeckel wurde er zu zoologischen Studien angeregt, widmete sich aber auch der Botanik und züchtete Orchideen und Rosen. Wegen einer Beinbehinderung vom Wehrdienst ausgeschlossen diente er im Ersten Weltkrieg für die Johanniter in der Krankenpflege. Dabei hatte er auch Gelegenheit zu zoologischen Studien auf dem Balkan. Nachdem er in der Inflationszeit nach dem Krieg sein Vermögen verloren hatte, zog er 1919 nach Mittenwald und 1922 nach München, wo er bei einer Versicherung arbeitete. Am 10. Februar 1926 heiratete er Hilde Julie Goldschmidt aus Wien.
Den Milben widmete er sich nach dem Ersten Weltkrieg. 1925 wurde er in Jena in Zoologie promoviert (Die unterirdische Acarofauna), nachdem er schon 32 Aufsätze über Milben veröffentlicht hatte. Ab 1926 arbeitete er für das Preußische Landwirtschaftsministerium als wissenschaftlicher Hilfsarbeiter in der Milbenforschung, speziell parasitären Milben in Tieren und Bienen, was aus finanziellen Gründen auslief. Ab 1930 war er nur noch am Institut für Bienenkunde in Berlin und ab 1932 am Zoologischen Institut der Landwirtschaftlichen Hochschule in Berlin. 1934 erhielt er ein Familienstipendium der Vitzthums, das ihm die Konzentration auf die Milbenforschung in München ermöglichte. Er vollendete noch den ersten Teil seines Beitrags über Milben in Bronns Klassen und Ordnungen des Tierreichs (erschienen 1943). Ende 1941 erkrankte er an Lungen- und Rippenfellentzündung und starb bald darauf an den Folgen.
Mit Karl Viets schrieb er auch den Abschnitt Milben in Brohmers Die Tierwelt Mitteleuropas (1929).
Er war Mitherausgeber der Zeitschrift für Parasitenkunde und schrieb auch populärwissenschaftliche Aufsätze für Mikroskosmos. Er war Mitglied der Mikrobiologischen Vereinigung München.
Ein Teil seiner Milbensammlung ist in der Zoologischen Staatssammlung München.
Am 25. Mai 1942 beging seine jüdische Ehefrau Hilde Julie Suizid um die bevorstehende Deportation zu entgehen, da sie nicht mehr in einer sogenannten „privilegierten Mischehe“ geschützt war.